# Anastasija Nikolajevna Romanova
Anastasija Nikolajevna Romanova (ruski: Анастаси́я Никола́евна Романова; Peterhof, 18. lipnja 1901. – Jekaterinburg, 17. srpnja 1918.) je bila najmlađa kći cara Nikole II., posljednjeg ruskog cara. Njezina puna titula je bila velika kneginja Anastasija Nikolajevna.
Anastasija je bila mlađa sestra velike kneginje Olge, velike knjeginje Tatjane i velike knjeginje Marije. Starija je sestra prijestolonasljednika Alekseja Nikolajeviča. Pretpostavlja se da su je ubili boljševici 17. srpnja 1918. zajedno s njenom obitelji. Ipak neprekidno su kružile glasine da je uspjela pobjeći 1918. Nekoliko žena je tvrdilo da one predstavljaju Anastasiju. Najčuvenija od njih je bila Ana Anderson, čije tijelo je kremirano 1984. Nekoliko ljudi, koji su poznavali pravu Anastasiju podržali su tvrdnju Ane Anderson da je ona prava Anastasija. Testiranjem DNK ostataka Ane Anderson 1994. pokazalo se da ona nije Anastasija.

## Život i djetinjstvo
Kada se rodila Anastasija bila je četvrta kćer, pa su njezini roditelji i rođaci bili razočarani, jer očekivao se prijestolonasljednik. Car Nikola II. Aleksandrovič je prije prve posjete novorođenoj kćeri napravio dugu šetnju da se smiri.
Djeca cara Rusije su podizana na najjednostavniji mogući način. Spavali su na tvrdim krevetima bez jastuka, osim kada su bila bolesna. Djeca su se ujutro kupala i umivala hladnom vodom. Očekivalo se od njih da sami čiste svoje sobe i da pletu prsluke, koji bi se prodavali na dobrotvornim priredbama. Većina u kućanstvu, uključujući sluge nazivala je veliku kneginju imenom i imenom oca, npr. Anastasija Nikolajevna. Čak ni sluge nisu koristile titulu "Vaše carsko veličanstvo". Povremeno bi je zvali francuskom verzijom imena ili ruskim nadimkom "Nastja". Mlada Anastasija je izrasla u energično i živahno dijete, opisivana je kao niska. Imala je plave oči i crvenkasto smeđu kosu. Guvernanta Margaret Eger je rekla da je Anastasija bila najšarmantnije dijete koje je ona poznavala. Često su je opisivali kao nadarenu i pametnu, ali njeni tutori su naglasili da nije pokazivala zanimanje za školu.
Anastasija se usuđivala povremeno prijeći granice dopuštenog ponašanja. Sin dvorskog liječnika Gleb Botkin je rekao da je ona pravila najviše nestašluka od sve carske djece. podmetala je noge slugama i zbijala nestašluke s tutorima. Kao dijete penjala bi se na drvo i odbijala sići. Tijekom jednoga grudanja u snijegu Anastasija je umotala kamen u grudu i njome je oborila stariju sestru Tatjanu na zemlju. Daljnja rođakinja Nina Georgijeva se kasnije sjećala da je Anastasija bila neugodna do granice zlobe. Zatim da je varala, udarala i grebala suigrače tijekom igre. Bila je uvrijeđena jer je mlađa Nina bila viša od nje. Bila je manje zainteresirana za svoj izgled od ostalih sestara.
Žena jednog američkog diplomate opisivala je kako je Anastasija jela čokoladu, a da nije skidala duge bijele operne rukavice. Anastasija i njena starija sestra Marija bile su poznate kao "Mali par". Dijelile su istu sobu, često su nosile inačice iste haljine i provele su mnogo vremena zajedno. Starije sestre Olga i Tatjana su također dijelile sobu i bile su poznate kao "Veliki par". Četiri djevojke su potpisivale pisma početnim slovima svojih imena "otma".
Iako je bila energična Anastasija je ponekad bila lošeg zdravlja. Patila je od buniona, koji su joj napadali oba palca. Imala je loše leđne mišiće, pa je bilo propisano da dva puta tjedno ide na masažu. Međutim, ona bi se sakrivala pod krevetom ili u ormaru, da bi izbjegla masažu. Anastasijina starija sestra Marija je mnogo krvarila, kada su joj 1914. bili operirani krajnici. Anastasijina tetka s očeve strane, velika kneginja Olga Aleksandrovna, vjerovala je da su sve četiri njezine nećakinje mnogo krvarile i da su nosile gen hemofilije, kao i njihova majka.

## Druženje s Grigorijem Rasputinom
Njezina majka držala se savjeta Grigorija Rasputina, ruskoga seljaka, koji se predstavljao kao "sveti čovjek" i iscjelitelj. Anastasijina majka Aleksandra Fjodorovna je smatrala da je Rasputin svojim molitvama spasio mladog bolesnog carevića, prijestolonasljednika Alekseja Nikolajevića.
Velika vojvotkinja Olga Aleksandrovna se sjećala da su Rasputina sva djeca voljela i da su se osjećala lijepo s njim. Jedna od guvernanti, Sofija Ivanovna Tjučeva bila je užasnuta kada je 1910. Rasputinu dozvoljen pristup djevojčicama dok su bile u pidžamama. Zahtijevala je da mu se zabrani pristup, pa je car tražio od Rasputina da to ubuduće izbjegava. Djeca su bila svjesna napetosti do koje je došlo tim povodom i bojali su se da će njihova mama biti ljuta zbog guvernantinog postupka. Dvanaestogodišnja Tatjana je pisala mami da se nada da će guvernanta ubuduće biti dobra prema Rasputinu. Kasnije su guvernantu otpustili.
Tjučeva je svoju priču ispričala ostalim članovima carske obitelji. Iako su Rasputinove posjete djeci bile potpuno nevine po prirodi, carska obitelj je to smatrala skandalom. Tjučeva je ispričala sestri cara Nikolaja velikoj kneginji Kseniji Aleksandrovnoj da je Rasputin posjećivao djevojčice i pričao s njima dok su se one spremale za krevet, i da ih je pritom grlio i milovao. Tjučeva je naglasila da je djeci rečeno da ne raspravljaju o Rasputinu s njom i pažljivo prikrivaju Rasputinove posjete od ostale posluge. Ksenija je pisala 15. ožujka 1910. da ne može razumjeti ponašanje Aleksandre i djece prema Rasputinu, koga su smatrali svecem, iako on nije bio ni svećenik.
Carska guvernanta Marija Ivanovna Višnjakova je tvrdila da ju je Rasputin silovao u proljeće 1910. Višnjakova je tvrdila da joj carica nije vjerovala i da je carica govorila da Rasputin čini samo sveta djela. Velika vojvotkinja Olga Aleksandrovna je rekla da je tvrdnja Višnjakove odmah bila ispitivana, ali da su umjesto s Rasputinom, Višnjakovu uhvatili u krevetu s jednim Kozakom iz carske garde. Višnjakova nije više viđala Rasputina, a otpuštena je 1913.
Ipak širili su se tračevi i kasnije se pričalo da Rasputin ne samo da je zaveo caricu, nego i četiri njezine kćeri. Taj trač je dobio na snazi kada je Rasputin dozvolio da okolo kruži pismo koje mu je pisala carica i njezine kćeri. Anastazija je pisala "Moj dragi, cijenjeni, jedini prijatelju. Koliko dugo želim te ponovo vidim. Pojavio si mi se danas u snovima. Uvijek pitam mamu kada ćeš doći ... Uvijek mislim na tebe, moj dragi, jer si tako dobar prema meni. "
Poslije toga kružili su pornografski crteži, koji su pokazivali Rasputina u seksualnim odnosima s caricom i njezine četiri kćeri i s Anom Virobovom. Nakon skandala, car je naredio Rasputinu da napusti Sankt Peterburg. Carica je bila nezadovoljna, a Rasputin je otišao na hodočašće u Izrael. Unatoč tome, carska obitelj nastavila se sastajati s Rasputinom sve do njegove smrti 17. prosinca 1916. Četiri kneginje su bile vidno uznemirene Rasputinovom smrću. Rasputin je pokopan s ikonom, koju su potpisale Anastasija, njezine sestre i njihova majka. Prisustvovali su njegovu pogrebu, a nemjeravali su da na njegovom grobu izgrade crkvu.

## Prvi svjetski rat i revolucija
Za vrijeme Prvog svjetskog rata Anastasija je zajedno sa sestrom Marijom posjećivala ranjene vojnike u privatnoj bolnici u Carskom selu. Njih dvije su bile još premlade da bi bile bolničarke, pa su nastojale ranjenim vojnicima podići duh igrajući s njima šah i biljar. Car Nikola II. je abdicirao u veljači 1917. godine, a Anastasija i njezina obitelj su za vrijeme Oktobarske revolucije stavljeni u kućni pritvor u Aleksandrovom dvorcu u Carskom selu. Pošto su se približavali boljševici, predsjednik privremene vlade Aleksandar Kerenski preselio ih je u Tobolsk u Sibiru. Kada su boljševici zauzeli većinu Rusije, Anastasija i carska obitelj su se preselili u kuću posebne namjene tajne policije Čeke u Jekaterinburgu.
Stres i neizvjesnost života izvan slobode imali su utjecaj na cijelu obitelj. Anastasija je tako u zimi 1917. pisala prijateljici: "Doviđenja. Ne zaboravi nas." U Tobolsk je pisala tutoru jednu melankoličnu temu o jednoj mladoj djevojci "Kada je umrla imala je samo šesnaest godina".  U Tobolsku su ona i njezine sestre ušivavale dijamante u odjeću nadajući se da će ih tako sakriti od straže. Ona, Olga i Tatjana bile su zlostavljane u svibnju 1918. od straže, koja je tražila dijamante, dok su se vozili parnim brodom do Jekaterinburga da bi se pridružili roditeljima i sestri Mariji. Njihov engleski tutor je tada čuo vrištanje velikih kneginja, ali im nije mogao pomoći. U Jekaterinburgu se lokalni svećenik sjeća kako je 14. srpnja 1918. služio privatnu crkvenu liturgiju za carsku obitelj i sjeća se da su suprotno običajima Anastasija i carska obitelj klekli za vrijeme molitve za preminule.
Ona je i posljednjih mjeseci svoga života našla načina da se zabavi. Zajedno s drugim ukućanima izvodila je predstave uveseljavajući roditelje i druge u proljeće 1918. Njezin tutor Sidney Gibbs je rekao da je Anastasijina gluma izazivala gromoglasan smijeh kod svih prisutnih. U pismu iz Tobolsk 7. svibnja 1918. svojoj sestri Mariji opisivala je trenutke uživanja i zadovoljstva, iako je bila tužna i zabrinuta za bolesnog brata Alekseja. Jedan od stražara u Aleksandara Strekotin pisao je u svojim memoarima da je Anastasija bila jako prijateljski raspoložena i puna veselja. Drugi stražar je rekao da je Anastasija šarmantni vrag, da je uvijek spremna na nestašluke i da je rijetko umorna. Rekao je da je živahna i da je sa psima izvodila predstave slične onima u cirkusu. Treći stražar je rekao da je velika kneginja bila kao terorist i da je vrijeđala.
Prema većini tvrdnji, Anastasija je streljana zajedno s cijelom carskom obitelji u zoru 17. srpnja 1918. Smrtna kazna je izvedena bez prethodnog sudskog postupka, a izvele su je snage boljševičke tajne policije Čeke pod zapovjedništvom Jakova Jurovskoga.

### Zarobljeništvo i streljanje
Car Nikola II. je abdicirao 1917. godine. U Rusiji je brzo nakon toga nastao građanski rat. Bilo je pregovora o oslobađanju Romanova između boljševika (uobičajeno zvanih Crveni) i carske šire obitelji, od kojih su mnogi bili istaknuti članovi drugih kraljevskih kuća Europe. Međutim pregovori su zapeli. Kako su Bijeli, lojalni caru, napredovali prema Jekaterinburgu, tako su Crveni postajali nepopustljiviji što se tiče oslobađanja Romanovih. Crveni su znali da će Jekaterinburg pasti u naletu bolje opremljene i brojnije bijele vojske. Kada je Bijela garda došla blizu Jekaterinburga carska obitelj je nestala. Najšire prihvađeno mišljenje je bilo da su Romanovi streljani. Istražitelj Bijele garde Nikola Sokolov došao je do toga zaključka na temelju predmeta, koji su pripadali Romanovima, a nađeni su bačeni u rudarsko okno.
Boljševik Jakov Jurovski je pisao svojim pretpostavljenima, a ta bilješka je nađena tek 1989. i opisana je u knjizi Edwarda Radzinskoga "Posljednji car". Prema toj bilješki te noći kada je izvršeno ubojstvo, Romanove su probudili i rekli im da se obuku. Kada su Romanovi pitali zašto ih bude, rekli su im da ih trebaju preseliti na sigurnije mjesto, jer se Bijele garda približava Jekaterinburgu. Kada su se obukli Romanovi i njihove preostale sluge su odvedeni u jednu malu prostoriju u suterenu kuće i tu im je rečeno da pričekaju. Na zahtjev carice tu su donijeli stolice za Aleksandru i Alekseja. Nakon nekoliko boljševici predvođeni Jurovskim su ušli u sobu. Bez oklijevanja Jurovski je kratko informirao cara i obitelj, da će biti ubijeni. Car je imao vremena samo da kaže "Što?" i da se okrene obitelji, prije nego što je ubijen metkom u glavu. Carica i Olga su pokušale da se prekriže, ali ubijene su početnom salvom metaka, koje su boljševici ispalili. Obje su bile pogođene u glavu. Ostatak carske obitelji pogođen je kratko nakon toga s izuzetkom Ane Demidove, Aleksandrine sobarice. Demidova je preživjela početni pokolj, ali ubrzo je ubijena dok se pokušala obraniti jastukom napunjenim dijamantima i dragim kamenjem.
U bilješki od Jurovskoga stoji da kada se razišao gusti dim u toj maloj prostoriji, uočili su da su se meci odbili od korzeta dvije od tri velike kneginje. Kasnije su boljševici otkrili da je to bilo, jer su ušile dijamante i drago kamenje unutar korzeta, da bi sakrile dragocjenosti od stražara. Korzeti su na taj način poslužili kao oklop protiv metaka. Anastasija i Marija su se šćućurile kraj zida i onako prestrašene pokrile su svoje glave dok ih nisu dokrajčili mecima. Drugi stražar Petar Jermakov je ispričao svojoj ženi da su Anastasiju dokrajčili bajunetama. Kako su odvlačili tijela iz prostorije jedna od djevojčica je plakala i tukla se po glavi, napisao je Jurovski.

## Grob Romanovih
Konačno je 1991. nađena masovna grobnica carske obitelji Romanov i njihovih sluga. Ekshumacija je izvršena u šumi izvan Jekaterinburga. Grobnica je bila nađena čitavo desetljeće ranije, ali oni koji su otkrili čuvali su tajnu da komunisti ne bi saznali za njihovo otkriće. Kada je grobnica otvorena umjesto 11 kostura grobnica je sadržavala samo devet kostura. Očekivalo se da su tu sahranjeni car, carica Aleksandra, carević Aleksej, četiri velike kneginje, doktor Jevgenij Botkin i 3 sluge). U grobnici su nedostajali Aleksej i prema forenzičaru Williamu Mapleu Anastasija. Ruski znanstvenici su vjerovali da nedostaje velika kneginja Marija. Rusi su identificirali Anastasiju u grobu koristeći računalni program, kojim su analizirali fotografije i lubanje. Američki znanstvenici su njihove procjene smatrali neegzaktnim.
Amerikanci su procjenjivali ženske kosture i starost zuba. Osim toga Anastasija je bila najmanja od sestara. Kada je 1998. konačno sahranjena carska obitelj Romanovih, Anastasija je sahranjena kao osoba od 145 centimetara, a znanstvenici vjeruju na temelju fotografija da je ona bila visoka 132 centimetra.
DNK testiranje je pokazalo da su to kosturi carske obitelji i njihovih slugu. Međutim, 2007. je najzad nadjen i kostur druge kneginje i carevića Alekseja.

## Svetost
Ruska pravoslavna crkva je Anastasiju i carsku obitelj Romanovih 2000. proglasila svecima. Ruska pravoslavna crkva u izgnanstvu je 1981. Romanove proglasila svetim mučenicima. Posvećenje Romanovih je bilo kritizirano sa stajališta da je careva slabost kao vladara dovela do boljševičke revolucije. Međutim objašnjenje je da posvećenje ima veze s tim zašto je ta osoba ubijena. Tijela cara, carice i tri kneginje sahranjena su 17. srpnja 1998. u Sankt Peterburgu u sabornoj crkvi svetog Petra i Pavla, točno 80 godina od ubojstva.